# Barcock
Le Barcock (ex-HMS Barcock (Z177)) est un navire auxiliaire  de classe Bar (en)  de la Royal Navy construit durant la Seconde Guerre mondiale.
Il a servi dans la Force Navale Belge du 20 septembre 1946 au 24 août 1949.

## Histoire
Il a été construit sur le chantier naval anglais Blyth Shipbuilding & Drydock Co. Ltd. de Blyth en 1941.
Il est lancé pour la Royal Navy sous le nom de HMS Barcock (Z177) . La classe Bar est une classe de navire dit Boom Defence Vessels (navire de défense anti-sous-marine). Tous les bâtiments commencent par le préfixe Bar (pour Barrage). Ils servent à poser des barrages de protection dans les ports et bases navales : câbles et filets anti-sous-marins sur des points flottants d'ancrage. Ces unités étaient suffisamment petites pour manœuvrer dans les ports mais assez grands pour aller faire ce genre de mission par delà les océans.
Il est prêté à la Marine belge, à partir de 1946, et sert essentiellement de bateau-baliseur pour remettre en place les bouées de balisage à la navigation ; il peut aussi servir de câblier. Le Barcock est armé par un équipage d'anciens marins de la Royal Navy Section Belge (RNSB).
En 1949, il repart à la Royal Navy et est remis en service sous le nom de Barcock (P277). Il est vendu  à Istanbul (Turquie) en 1963. Il naviguera sous différents noms et utilisations et sera détruit en 2006.

## Moyens techniques
- 1 mât de charge (10 tonnes)
- 2 cornes d'étrave (poussée de 20 tonnes)
- 2 treuils (tirage de 20 tonnes)

## Note et référence
1. ↑  « Bar class (Boom Defence Vessels) »
2. ↑  « HMS Barcock (Z177) »